# Neville Amadio
Neville Francis Amadio AM MBE (15 de febrero de 1913 – 29 de mayo de 2006) fue un flautista australiano que tocó con la Orquesta Sinfónica de Sídney y sus predecesoras durante más de 50 años. El director de orquesta Sir Charles Mackerras dijo una vez que Amadio era "sin duda, el mayor flautista que el mundo produjo en el siglo XX". 

## Primeros años y carrera
Nació en una familia de músicos en 1913. Estudió en Fort Street Boys' High School y en el Conservatorio de Música del Estado de Nueva Gales del Sur (más tarde conocido como el Conservatorio de Música de Sídney). Su tío, el notable flautista John Amadio (1893-1964), le enseñó a tocar la flauta, cuya segunda esposa fue la soprano Florence Austral.

## Carrera musical
En 1928, cuando sólo tenía 14 años, empezó a tocar con la 2FC Broadcasting Orchestra, que sólo contaba con ocho miembros. Amadio dijo sobre sus primeros días: "Se esperaba que tocáramos prácticamente todo, desde música de salón hasta versiones reducidas de la Obertura de 1812 ".  Cuando la 2FC Broadcasting Orchestra se convirtió en la Orquesta Sinfónica ABC en 1934, Amadio era flautista principal (a los 21 años), y mantuvo este puesto cuando la orquesta se convirtió más tarde en la Orquesta Sinfónica de Sídney, hasta su jubilación en 1978. Sirvió 50 años con la orquesta en sus diversas formas. Directores visitantes como George Szell, Sir Thomas Beecham y Eugene Ormandy lo invitaron a unirse a sus orquestas.
También trabajó como solista en numerosos conciertos tanto en Australia como a nivel internacional, incluido el Royal Festival Hall de Londres. También fue un popular músico de cámara, siendo miembro fundador de Música Viva Australia y del Sydney Wind Quintet. Realizó numerosas grabaciones tanto como miembro de la Orquesta Sinfónica de Sídney como con sus grupos de música de cámara. Fue el primer músico clásico en tocar con una banda de jazz en Sídney. También fue profesor de flauta en el Conservatorio de Música de Nueva Gales del Sur durante varios años.
Por sus servicios a la música, en 1969 fue nombrado Miembro de la Orden del Imperio Británico (MBE),  y en 1981 Miembro de la Orden de Australia (AM). 
Todos sus hermanos se convirtieron en músicos profesionales. Clive Amadio (1904-1983) fue un clarinetista y saxofonista que fundó el Clive Amadio Quintet y presentó un programa de radio los domingos por la noche, The Clive Amadio Half Hour, durante más de diez años hasta 1958; Harry Amadio tocaba la trompa; y León Amadio era trompetista.
Murió a los 93 años el 29 de mayo de 2006, tras una serie de infartos.